# Diisocianato di toluene
Il diisocianato di toluene (TDI) è un diisocianato aromatico. Viene impiegato nella reazione di addizione con i polioli per formare poliuretani. Ne esistono due isomeri, 2,4-TDI (CAS: 584-84-9) e 2,6-TDI (CAS: 91-08-7). 2,4-TDI viene prodotto allo stato puro, ma il TDI viene spesso comprato come 80/20 e 65/35 in miscele degli isomeri, rispettivamente 2,4 e 2,6. È un importante prodotto industriale, infatti il 34,1% degli isocianati prodotti dal mercato mondiale nel 2000 era TDI, secondo solo al MDI.

## Sintesi
La sintesi del 2,4-TDI a partire dal toluene consta di sei passaggi:
- Nitrazione: Reazione del toluene con acido nitrico per formare dinitrotoluene;
- Idrogenazione: Reazione del dinitrotoluene con idrogeno per formare una miscela degli isomeri della toluendiammina (TDA);
- Purificazione: Distillazione della miscela di TDA per ottenere meta-TDA;
- Fosgenazione: Reazione del meta-TDA con fosgene per formare una miscela grezza di TDI;
- Purificazione: Distillazione del TDI grezzo per ottenere una miscela 80:20 di 2,4-TDI e 2,6-TDI, conosciuta come TDI (80/20);
- Differenziazione: Separazione del TDI (80/20) per ottenere 2,4-TDI puro e una miscela 65:35 di 2,4-TDI e 2,6-TDI, conosciuta come TDI (65/35).

## Proprietà chimiche
Ciascuno dei gruppi funzionali isocianato nella molecola del TDI può reagire con un gruppo idrossile per formare uretano.
Il 2,4-TDI è una molecola asimmetrica e quindi ha due gruppi isocianato con diverse reattività. La posizione 4 è circa quattro volte più reattiva della posizione 2. Il 2,6-TDI è una molecola simmetrica e quindi ogni gruppo isocianato ha la stessa reattività, simile alla posizione 2 del 2,4-TDI. Comunque, da quando  entrambi i gruppi isocianato sono attaccati allo stesso anello aromatico, la reazione di uno dei gruppi isocianato causerà un cambiamento della reattività del secondo gruppo.

## Rischi
L'esposizione al TDI ed ai suoi vapori dovrebbe essere evitata, infatti di questa sostanza è risaputo e documentato la sua capacità di causare problemi asmatici ed è anche carcinogena.